# Провалов, Константин Иванович
Константин Иванович Провалов (30 мая (12 июня) 1906 года, Заимка Бабушкина, Черемховская волость, Балаганский уезд, Иркутская губерния, Российская империя — 8 декабря 1981 года, Москва, СССР) — советский военный деятель, генерал-полковник (9 мая 1961 года). Герой Советского Союза (25 октября 1938 года).
Член Центрального Комитета Компартии Азербайджана (1958—1959 годы). Депутат Верховного Совета Грузинской ССР 4-го созыва (1955—1959 годы), Верховного Совета Украинской ССР 6-го созыва (1963 — 1967 годы), Верховного Совета СССР 7-го созыва (1966—1970 годы) и Верховного Совета РСФСР 8-го созыва (1971—1975 годы).

## Начальная биография
Родился 11 июня 1906 года на заимке в деревне Бабушкино, ныне Черемховского района Иркутской области в крестьянской семье.
Окончил семь классов школы на угольных копях Черемхово. С 1927 года работал землеустроителем, а затем председателем Бабушкинского сельсовета.

## Военная служба

### Довоенное время
В ноябре 1928 года призван в ряды РККА и направлен в 117-й стрелковый полк (39-я стрелковая дивизия, ОКДВА), где после окончания полковой школы в 1929 году назначен на должность помощника командира взвода, находясь на которой, с сентября принимал участие в боевых действиях на КВЖД в районе города Мишань, был ранен. После окончания конфликта в ноябре того же года Провалов направлен на учёбу на Иркутские пехотные курсы, после окончания которых в декабре 1931 года вернулся в 39-ю стрелковую дивизию, где служил на должностях командира взвода и роты 117-го стрелкового полка, командира отдельной пулемётной роты дивизии.
В марте 1936 года назначен на должность командира отдельной зенитно-пулемётной роты в составе 39-й стрелковой дивизии, в ноябре 1937 года — на должность начальника штаба, а в июле 1938 года — на должность командира 120-го стрелкового полка (40-я стрелковая дивизия, 1-я Отдельная Краснознамённая армия), после чего принимал участие в боевых действиях у озера Хасан в районе высоты Заозёрная. В ходе боя полковник Провалов был дважды ранен, но продолжил руководить боем. После ранения направлен на излечение в госпиталь.
Постановлением Центрального Исполнительного Комитета СССР от 25 октября 1938 года за мужество и героизм, проявленные в боях с японскими захватчиками, полковнику Константину Ивановичу Провалову присвоено звание Героя Советского Союза.
После выздоровления в апреле 1939 года направлен на учёбу в Военную академию имени М. В. Фрунзе.

### Великая Отечественная война
С началом войны продолжил обучение в академии.
В августе 1941 года назначен на должность командира 383-й стрелковой дивизии, формировавшейся в городе Сталино. После окончания формирования дивизия принимала участие в оборонительных боевых действиях в междуречье Прута и Днепра на Правобережной Украине, а затем в ходе Донбасской и Ростовской операций. С августа 1942 года дивизия в рамках Армавирско-Майкопской, Туапсинской, Краснодарской операций вела боевые действия в горно-лесистой местности в районе Туапсе и станции Индюк (Туапсинский район, Краснодарский край). В 1941 году Провалов был ранен, а в 1942 году контужен.
В июне 1943 года назначен на должность командира 16-го стрелкового корпуса, который вскоре принимал участие в боевых действиях в ходе Новороссийско-Таманской, Керченско-Эльтигенской и Крымской операций, а также в освобождении городов Керчь, Феодосия, Алушта, Ялта, Алупка, Балаклава.
В мае 1944 года генерал-майор Провалов назначен на должность командира 113-го стрелкового корпуса, а в июне — на должность командира 36-го стрелкового корпуса.
8 июля 1944 года за боевые отличия при освобождении Белоруссии командующий войсками 31-й армии генерал-лейтенант В. В. Глаголев представил Провалова к награждению второй медалью «Золотая Звезда» Героя Советского Союза, однако командующий войсками 3-го Белорусского фронта генерал армии И. Д. Черняховский понизил статус награды до ордена Суворова 2 степени.
Корпус под командованием Провалова принимал участие в боевых действиях в ходе Витебско-Оршанской, Минской, Вильнюсской, Каунасской, Гумбиннен-Гольдапской и Инстербургско-Кёнигсбергской операций, а также в освобождении городов Витебск, Орша, Минск, Гродно и Растенбург. В апреле 1945 года корпус был выведен в резерв Ставки Верховного Главнокомандования, а затем после включения в состав 31-й армии принимал участие в боевых действиях в ходе Пражской наступательной операции.
За время войны Провалов был четырнадцать раз упомянут в благодарственных в приказах Верховного Главнокомандующего.

### Послевоенная карьера
После окончания войны находился на прежней должности.
В июле 1945 года назначен на должность командира 3-го гвардейского стрелкового корпуса, а в апреле 1947 года — на должность командира 9-го гвардейского стрелкового корпуса, дислоцировавшегося в городе Гродно (Белорусский военный округ).
В декабре 1948 года Провалов направлен на учёбу в Высшую военную академию имени К. Е. Ворошилова, которую окончил в декабре 1950 года. В феврале 1951 года направлен в загранкомандировку в Китай в качестве старшего военного советника командующего военным округом.
После возвращения из Китая в декабре 1952 года назначен на должность начальника Управления боевой и физической подготовки штаба Закавказского военного округа, а в декабре 1953 года — на должность командира 13-го стрелкового корпуса, который в апреле 1956 года был переименован в 31-й особый стрелковый, а в октябре 1957 года — в 31-й особый армейский корпус.
В январе 1958 года назначен на должность командующего 4-й армией, в июне 1959 года — на должность 1-го заместителя командующего войсками и члена Военного совета Прикарпатского военного округа, в сентябре 1962 года — на должность командующего войсками Южной группы войск, а в октябре 1969 года — на должность 1-го заместителя Главного инспектора Министерства обороны СССР.
В августе 1973 генерал-полковник Константин Иванович Провалов был зачислен в распоряжение Главного инспектора — заместителя министра обороны СССР и в ноябре того же года был назначен на должность военного консультанта Группе инспекторов Министерства обороны СССР. Умер 8 декабря 1981 года в Москве. Похоронен на Новодевичьем кладбище.

## Награды
- Медаль «Золотая Звезда» Героя Советского Союза (25.10.1938);
- Четыре ордена Ленина (25.10.1938; 06.11.1954; 11.06.1966; 21.02.1969);
- Три ордена Красного Знамени (25.10.1943; 20.06.1949; 22.02.1968);
- Орден Суворова 1 степени (16.05.1944);
- Два ордена Суворова 2 степени (08.02.1943; 19.04.1945);
- Орден Кутузова 2 степени (04.07.1944);
- Орден Красной Звезды (03.11.1944);
- Орден «За службу Родине в Вооружённых Силах СССР» 3 степени (30.04.1975);
- Медали.

Иностранные награды:
- Орден Знамени (ВНР);
- Орден «Virtuti militari» (ПНР, 19.12.1968);
- орден Красного Знамени (МНР, 06.07.1971);
- Иностранные медали.

Почётные звания:
- Почётный гражданин города Севастополя (1974).

Приказы (благодарности) Верховного Главнокомандующего в которых отмечен К. И. Провалов:
- За завершение разгрома таманской группировки противника и полное очищение от немецких захватчиков Таманского полуострова. 9 октября 1943 года. № 31.
- За прорыв обороны противника на Ак-Монайских позициях, и овладение городом и портом на Чёрном море Феодосия — важным опорным пунктом обороны противника на юго-восточном побережье Крыма. 13 апреля 1944 года. № 106.
- За овладение городом и портом на Чёрном море Ялта — одним из опорных пунктов обороны противника на южном побережье Крыма. 16 апреля 1944 года. № 110.
- За прорыв сильно укреплённой долговременной обороны немцев, состоящей из трёх полос железобетонных оборонительных сооружений, и овладение штурмом крепостью и важнейшей военно-морской базой на Чёрном море городом Севастополь. 10 мая 1944 года. № 111.
- За прорыв сильно укрепленной и развитой в глубину обороны Витебского укреплённого района немцев, южнее города Витебск, на участке протяжением 30 километров, продвижение в глубину за два дня наступательных боёв до 25 километров и расширение прорыва до 80 километров по фронту, а также освобождение более 300 населённых пунктов. 24 июня 1944 года. № 116.
- За овладение городом и оперативно важным железнодорожным узлом Орша — мощным бастионом обороны немцев, прикрывающим минское направление. 27 июня 1944 года. № 121.
- За форсирование реки Березина, и овладение штурмом городом и крупным узлом коммуникаций Борисов — важным опорным пунктом обороны немцев, прикрывающим подступы к Минску. 1 июля 1944 года. № 126.
- За овладение штурмом столицей Советской Белоруссии городом Минск — важнейшим стратегическим узлом обороны немцев на западном направлении. 3 июля 1944 года. № 128.
- За овладение штурмом городом и крепостью Гродно — крупным железнодорожным узлом и важным укреплённым районом обороны немцев, прикрывающим подступы к границам Восточной Пруссии. 16 июля 1944 года. № 139.
- За форсирование реки Неман, прорыв сильно укреплённой обороны противника на западном берегу Немана и овладение городом и крупной железнодорожной станцией Мариамполь, а также важными узлами коммуникаций Пильвишки, Шостаков. 31 июля 1944 года. № 160.
- За прорыв долговременной, глубоко эшелонированной обороны немцев, прикрывавшей границы Восточной Пруссии, вторжение в пределы Восточной Пруссии и овладение мощными опорными пунктами обороны противника — Ширвиндт, Наумиестис (Владиславов), Виллюнен, Вирбалис (Вержболово), Кибартай (Кибарты), Эйдткунен, Шталлупёнен, Миллюнен, Вальтеркемен, Пиллюпёнен, Виштынец, Мелькемен, Роминтен, Гросс Роминтен, Вижайны, Шитткемен, Пшеросьль, Гольдап, Филипув, Сувалки. 23 октября 1944 года. № 203.
- За овладение городами Лабиау и Велау — важными опорными пунктами обороны немцев, прикрывающими подступы к Кёнигсбергу. 23 января 1945 года. № 247.
- За прорыв мощной, долговременной, глубоко эшелонированной обороны противника в районе Мазурских озёр, считавшейся у немцев с времен первой мировой войны неприступной системой обороны, и овладение городами Бартен, Дренгфурт, Растенбург, Раин, Николайкен, Рудшанни, Пуппен, Бабинтен, Теервиш, превращёнными немцами в сильные опорные пункты обороны. 27 января 1945 года. № 258.
- За завершение ликвидации окружённой восточно-прусской группы немецких войск юго-западнее Кёнигсберга. 29 марта 1945 года. № 317.

## Память
Его именем названы улицы в городах Черемхово (Иркутская область), Севастополь и Керчь (Крым), а также железнодорожная станция на ветке Уссурийск — Хасан.

## Воинские звания
- Полковник (осень 1938; внеочередное);
- Генерал-майор (27 марта 1942 года);
- Генерал-лейтенант (11 мая 1949 года);
- Генерал-полковник (9 мая 1961 года).

## Мемуары
- Провалов К. И. В огне передовых линий. — М.: Воениздат, 1981. — 351 с. — (Военные мемуары). — 65 000 экз.